# Soufiane Alloudi
Soufiane Alloudi (El Gara, 1 juli 1983) is een Marokkaanse voormalig profvoetballer die doorgaans als aanvaller speelde. Hij is tegenwoordig assistent-trainer bij Wydad Témara. Alloudi speelde tussen 2006 en 2010 in het Marokkaans voetbalelftal.

## Clubcarrière
Alloudi begon te voetballen bij het plaatselijke Renaissance El Gara maar werd al snel weggehaald door het grote Raja Casablanca. Daar werd hij het grootste deel van zijn jeugd opgeleid. Alloudi stond in de belangstelling van clubs uit Italië en Frankrijk, maar Raja wilde niet meewerken aan een transfer. Uiteindelijk vertrok hij dan toch naar Al Ain FC, in de Verenigde Arabische Emiraten voor ongeveer 300.000 euro. In 2009 vertrok hij voor een half jaar op huurbasis naar Al-Wasl Club. Direct daarna werd hij voor het jaar 2010 gehuurd door zijn voormalige club Raja Casablanca.
Na de huurperiode liep het contract van Alloudi af en haalde Raja hem definitief terug naar Marokko.
Hier kreeg hij weinig speeltijd en maakte in januari 2012 de transfer naar FAR Rabat, dat hem na een half jaar verhuurde aan Wydad de Fès. Hierna tekende hij in 2013 voor Kawkab Marrakech. Hij vertrok na 2 jaar naar RSB Berkane, maar keerde na één jaar weer terug in Marrakech.
Sinds 2017 speelt hij voor Racing de Casablanca.

## Interlandcarrière
Alloudi maakte in 2006 onder bondscoach M'hamed Fakhir zijn debuut voor het Marokkaans voetbalelftal. Hij maakte zijn basisdebuut in november 2007 tegen Frankrijk (2-2). In 2008 werd hij geselecteerd voor de Afrika Cup. Hij startte in de openingswedstrijd tegen Benin meteen in de basis en scoorde drie keer. Hij kon het restant van het toernooi niet uitspelen wegens een blessure.
Hij speelde in 2010 zijn laatste interland tegen Equatoriaal-Guinea. Die wedstrijd gaf hij twee assists.

## Doelpunten Nationaal Elftal
| #     | Datum            | Plaats                                   | Tegenstander | Score | Resultaat | Wedstrijd         |
| ----- | ---------------- | ---------------------------------------- | ------------ | ----- | --------- | ----------------- |
| 1     | 17 oktober 2007  | Stade Moulay Abdallah, Rabat, Marokko    | Namibië      | 2-0   | Winst     | Vriendschappelijk |
| 2     | 21 november 2007 | Stade de France, Parijs, Frankrijk       | Senegal      | 3-0   | Winst     | Vriendschappelijk |
| 3     | 12 januari 2008  | Complexe Sportif de Fès, Fés, Marokko    | Zambia       | 2-0   | Winst     | Vriendschappelijk |
| 4,5,6 | 21 januari 2008  | Ohene Djan Stadium, Accra, Ghana         | Namibië      | 1-5   | Winst     | ACN 2008          |
| 7     | 26 maart 2008    | Koning Boudewijnstadion, Brussel, België | België       | 1-4   | Winst     | Vriendschappelijk |